# Franz Tomaschu

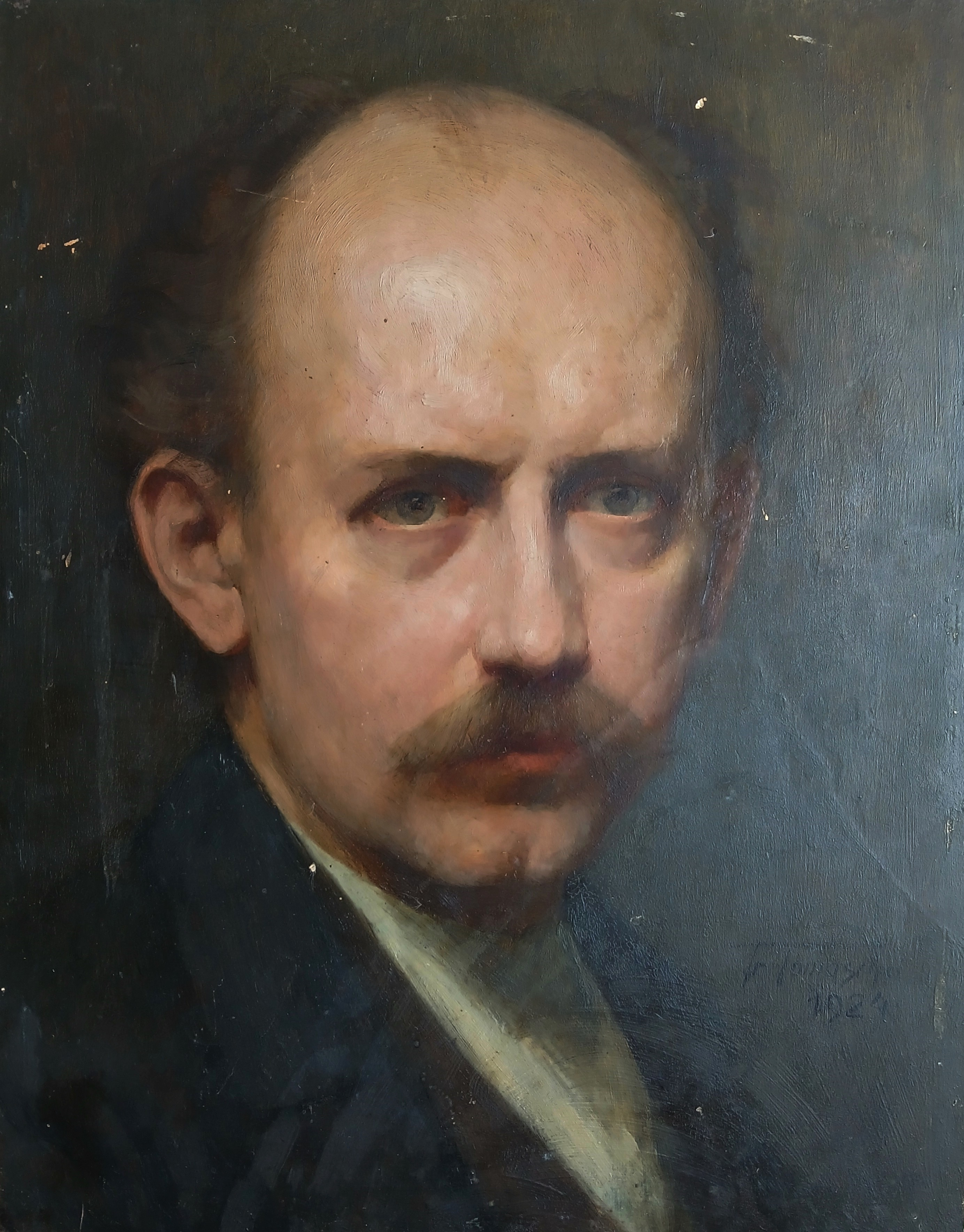
Franz Tomaschu, Selbstbildnis, 1924

Franz Tomaschu (* 3. Dezember 1878 in Wien; † 8. August 1948 ebenda) war ein österreichischer Maler.

## Leben
Franz Tomaschu wurde 1898 an die Akademie der bildenden Künste Wien aufgenommen und war Schüler von Christian Griepenkerl und Kasimir Pochwalski. Er hatte bereits 1903 einen Spezialschulpreis gewonnen und erhielt 1906 ein Kenyon-Reisestipendium, das es ihm ermöglichte sein Studium ein Jahr lang in Italien fortzusetzen.
Nachdem er einige Zeit in München gearbeitet hatte, kehrte er nach Wien zurück, um sich dort dauerhaft niederzulassen. Im Jahr 1908 malte er bereits im Haus Westbahnstraße 35 A (7. Gemeindebezirk). Dort unterhielt er lange Zeit sein Atelier und wohnte, zumindest seit 1915, in Zinkgasse 18 (15. Gemeindebezirk).
Das von ihm gemalte Porträt seiner Gattin (1919) erhielt 1921 einen Staatspreis.
Tomaschu war auch Fachlehrer an den Wiener Fortbildungsschulen.
Er malte Porträts und Landschaften, schuf aber vor allem zahlreiche Altarbilder und Wandmalereien für katholische Kirchen.

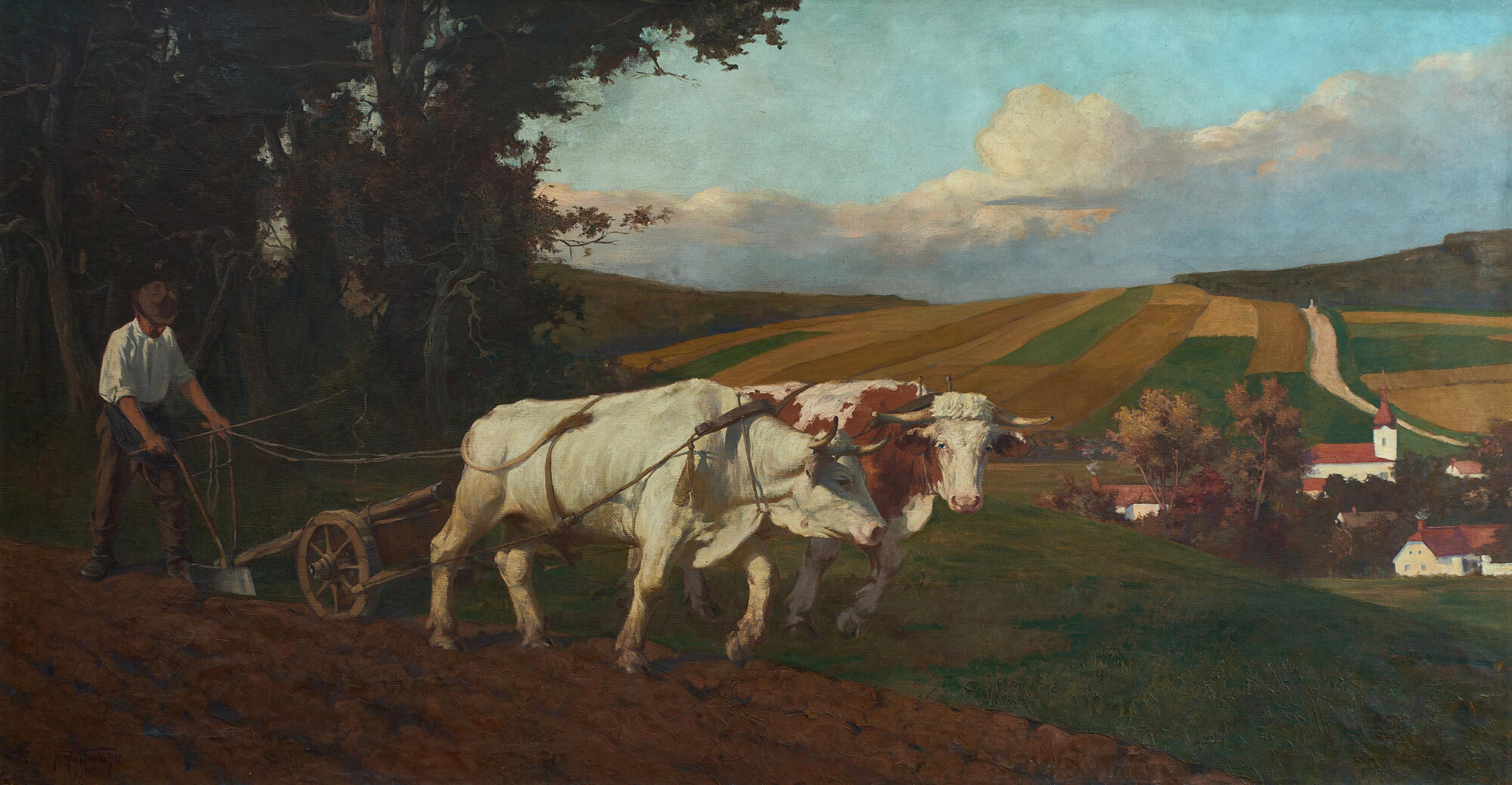
Ochsen ziehen einen Pflug (1906)
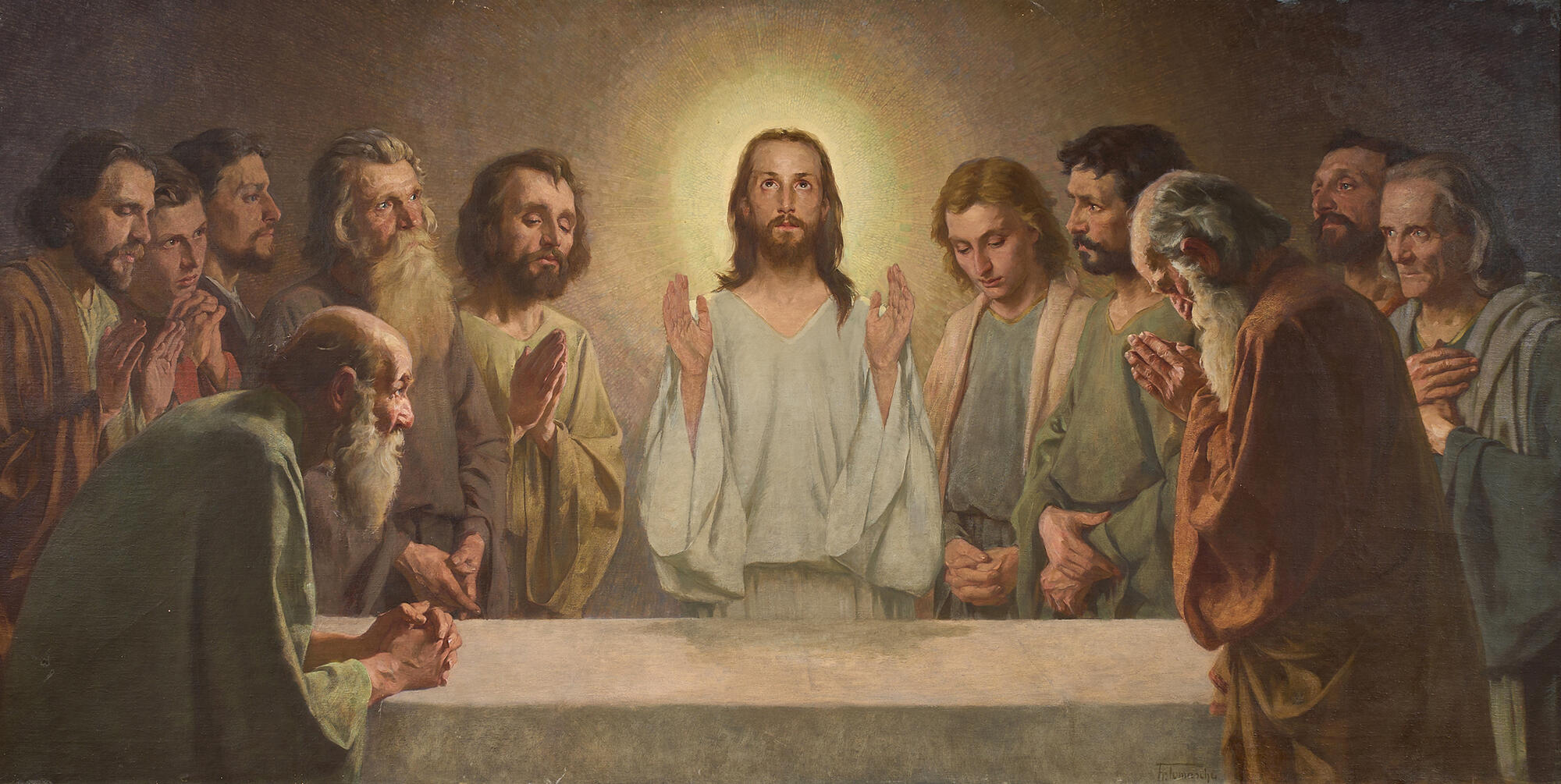
Das Abendmahl, oder vielmehr das Hohepriesterliches Gebet Jesu (vor 1914)
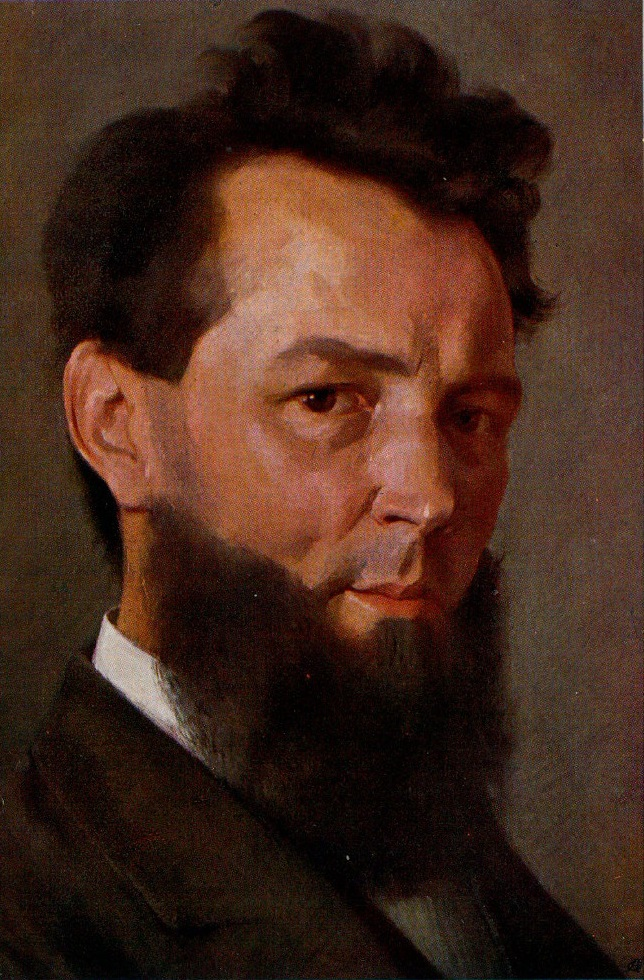
Michael Blümelhuber (1914)
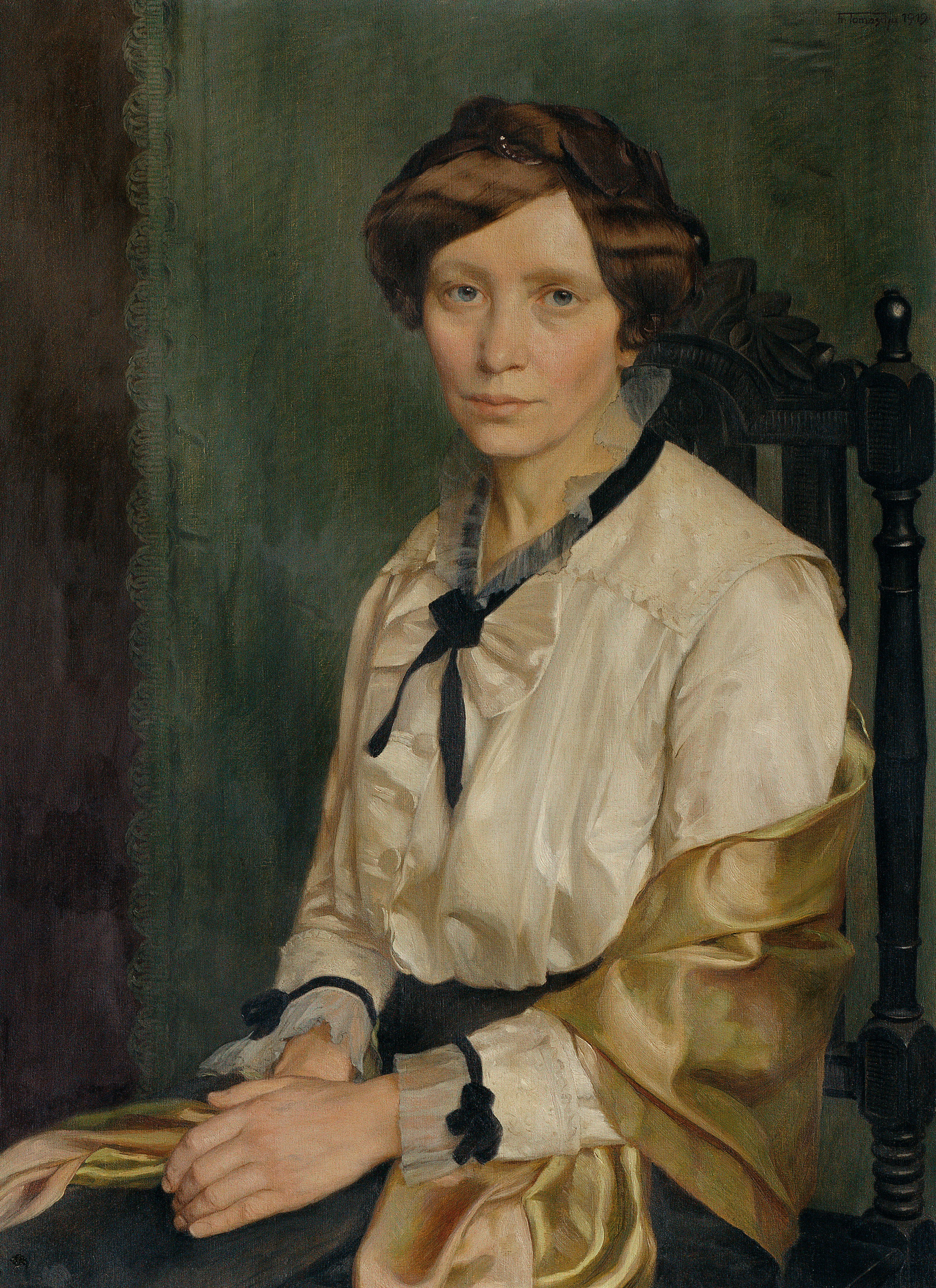
Die Gattin des Künstlers (1919)
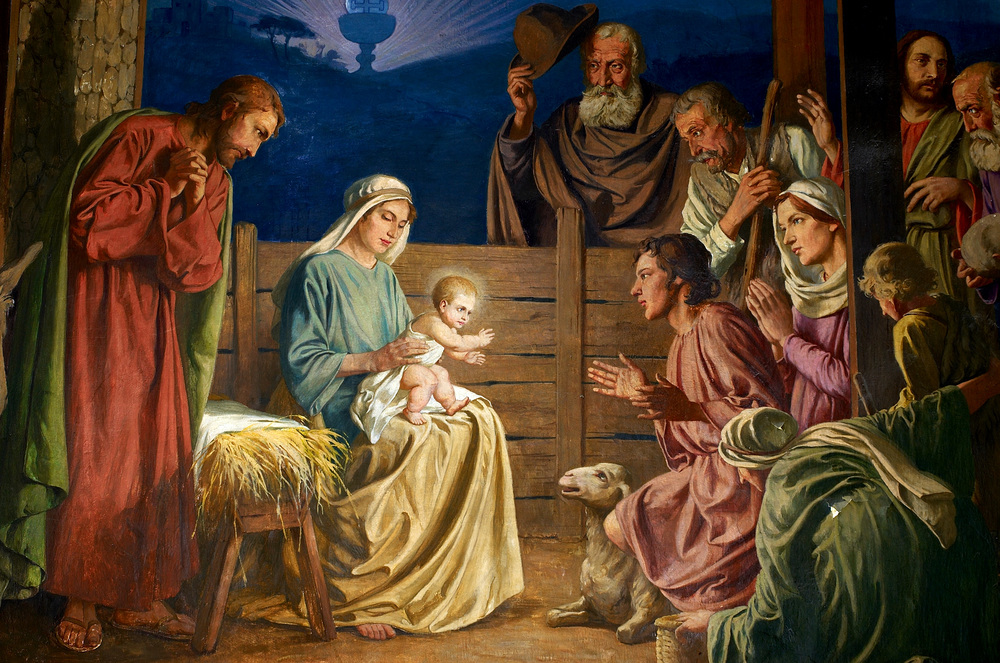
Anbetung der Hirten (1924)
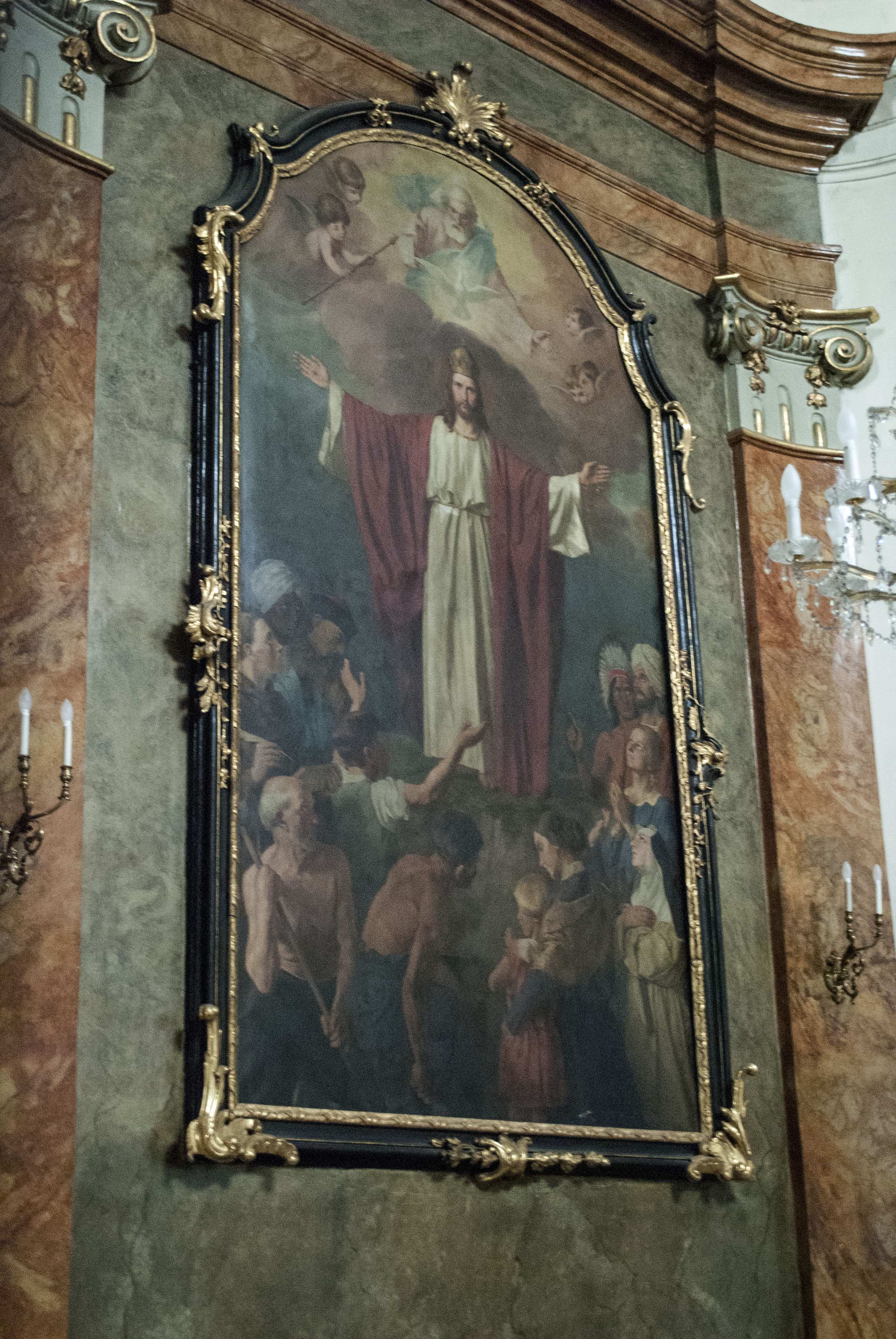
Christkönig, Pfarrkirche St. Thekla (Wien) (1928)